# Stresemann (Film)
Stresemann ist eine 1956 entstandene Filmbiografie, die die letzten Lebensstationen des deutschen Politikers und Friedensnobelpreisträgers Gustav Stresemann nacherzählt. Regie führte Alfred Braun, die Titelrolle übernahm Ernst Schröder.

## Handlung
Der Film behandelt die letzten sechs Lebensjahre (1923 bis 1929) Gustav Stresemanns. In dieser Zeit war der Politiker Reichsaußenminister Deutschlands und kurzzeitig auch Reichskanzler. Erzählt werden die Ereignisse aus dem Blickwinkel einer Anhängerin Stresemanns, seiner späteren Sekretärin Annette Stein, und dem des Journalisten Heinz Becker.
Im Mittelpunkt des Geschehens stehen die jahrelangen Bemühungen Stresemanns und seines französischen Gegenübers, Aristide Briand, nur wenige Jahre nach Ende des Ersten Weltkriegs einen deutsch-französischen Ausgleich zu finden, um den Frieden in Europa langfristig zu sichern.
Im Herbst 1923, als Stresemann für wenige Wochen Reichskanzler wird und das Amt des Außenministers antritt, befindet sich das Deutsche Reich in einer politisch wie ökonomisch äußerst schwierigen Lage: Inflation, Massenarbeitslosigkeit, die harten Bedingungen des Versailler Vertrages und die Besetzung des Ruhrgebietes durch französische Truppen bringen das Land an den Rande des Kollapses. In München versucht ein gewisser Adolf Hitler im November desselben Jahres, die gewählte Landesregierung zu stürzen.
Nach dem Ende der Kanzlerschaft bleibt Stresemann bis zu seinem Tode Außenminister und ist in entscheidendem Maße an Entstehung und Unterzeichnung des Dawes-Planes, der Verträge von Locarno, die zur Aufnahme Deutschlands in den Völkerbund führten, und des Berliner Vertrags von 1926 beteiligt. Der Film zeigt die Wandlung Stresemanns vom deutschen Nationalisten zum überzeugten Europäer auf. Während seine Verständigungspolitik im eigenen Land auf zum Teil heftige Ablehnung stößt, findet er in seinem französischen Counterpart Briand einen ebenso auf die politische Vernunft setzenden Mitstreiter.

## Produktionsnotizen
Curt Riess schrieb über die schwierigen Produktionshintergründe beim Stresemann-Film in seinem Erinnerungsband 'Das gibt‘s nur einmal': „Er sollte schon vor geraumer Zeit gedreht werden. Es fand ein ungeheures Tauziehen hinter den Kulissen statt, an dem sich auch die Familienmitglieder des verstorbenen Außenministers beteiligten. Mindestens ein halb Dutzend Drehbücher wurden geschrieben.“
Stresemanns Sohn Dr. Wolfgang Stresemann diente den Machern des Films als historischer Berater.
Gedreht wurde Stresemann vom 27. August bis Oktober 1956. Die Uraufführung fand am 11. Januar 1957 in Hannover im Theater am Aegi statt.
Der Film erhielt von der Filmbewertungsstelle das Prädikat „besonders wertvoll“ und wurde mit dem Filmband in Silber ausgezeichnet.
Otto Erdmann, Paul H. Koester und Wilhelm Vorwerg schufen die Filmbauten. Die Kostüme stammten von Gertrud Recke.
Stresemann war der letzte Film, der mit der 1950 eingeführten Bundesbürgschaft abgesichert wurde. Er war zugleich die letzte Kinotätigkeit des Produzenten Conrad Flockner, der Drehbuchautoren Axel Eggebrecht und Ludwig Berger sowie des Schauspielers Erwin Kalser.

## Kritiken
Heinrich Fraenkels 'Unsterblicher Film' erinnerte daran, dass Stresemann trotz der Auszeichnung mit dem Prädikat 'besonders wertvoll' „beim großen Publikum wenig Gefallen gefunden“ hatte, während der kurz zuvor angelaufene Dschungelfilm Liane, das Mädchen aus dem Urwald in einer Presseabstimmung zwar als „schlechtester Film des Jahres“ bewertet wurde, jedoch beim Publikum großen Zuspruch fand.
Das Lexikon des Internationalen Films urteilte: „Der Film ist ein wenig trocken, bietet aber eine akzeptable Biografie und propagiert nachdrücklich den europäischen Gedanken.“
Kay Wenigers 'Zwischen Bühne und Baracke' nannte Stresemann eine „konventionell-weihevoll in Szene gesetzte Politiker-Biographie“.
Curt Riess wies in 'Das gibt‘s nur einmal' auf die mannigfaltigen Gründe für den kommerziellen Misserfolg Stresemanns hin: „Daran, daß dieser Film völlig erfolglos bleibt, ist nun wirklich in gewissem Sinne Hitler schuld. Er hat nicht nur durch die Rasanz seiner Persönlichkeit die Erinnerung an all diejenigen ausgelöscht, die in den Jahren vor ihm deutsche Außenpolitik trieben, er hat vor allem auch ein allgemeines Mißtrauen gegen Politiker als solche erweckt. Es wird lange dauern, bis die Deutschen nicht jeden Politiker für eine suspekte Erscheinung halten. Und dann ist dieser Stresemann ja nun wirklich keine photogene Erscheinung und sein Schicksal nicht gerade dramatisch. Es gibt in seinem Leben kaum große Szenen, geschweige denn Ausbrüche oder Siege, die als solche zu feiern wären. Seine Arbeit fand hinter den Kulissen statt, in langwierigen Konferenzen. Das war ja gerade das Große an ihm, daß er das Große tat ohne viel Aufhebens, mit der Selbstverständlichkeit eines Pflichtmenschen. Dergleichen kann man im Film nicht zeigen, und auch wenn man es könnte, würden die Leute nicht ins Kino gehen, um es zu sehen.“
Die Evangelische Filmgilde kürte den Film im Februar 1957 zum Film des Monats.